# 국학 (일본사)
국학(일본어: 国学)은 에도 시대 중반 발생한 국수주의적 학문이다. 난학과 함께 에도 시대 양대 학문이라고도 한다. 사서삼경으로 대표되는 중국의 한학과 불경 등 외래문화 중심의 학문 구조를 비판하고 일본의 독자적인 문화, 사상, 정신세계 등을 일본의 고전과 고대사에서 재발견을 목적으로 한다.
국학 방법론은 국학자가 비판의 대상으로 삼았던 유학자 이토 진사이의 고의학(古義学) 또는 유학자이자 문헌연구자인 오규 소라이의 고문사학(古文辞学) 등의 방법론에 크게 의존하였다. 유불교 도덕관념의 재단으로 인간다운 감정 박멸을 부정하고, 인간의 솔직한 감정과 자연스러운 표현을 평가하였다.

## 같이 보기
- 신불분리
- 복고신도
- 고도
- 폐불훼석
- 미토학
- 화방의학
- 가학
- 난학
- 일본어학자
- 일본문학자
- 만엽학자